# Theodor Bilharz
Theodor Maximillian Bilharz (ur. 23 marca 1825 w Sigmaringen, zm. 9 maja 1862 w Kairze) – niemiecki lekarz i przyrodnik, pionier parazytologii. Jako pierwszy opisał przywrę Schistosoma haematobium odpowiedzialną za chorobę zwaną bilharcjozą (schistosomatozą).

## Życiorys

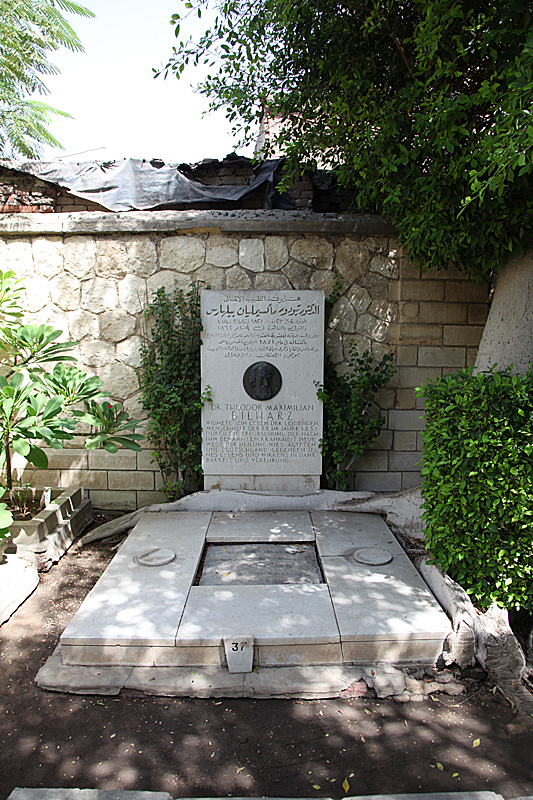
Grób Theodora Bilharza na cmentarzu niemieckim w Kairze

Był synem Antona Bilharza (1789–1877) i Elsy z domu Fehr (1800–1889). Jego młodszy brat Alfons Bilharz (1836–1925) został lekarzem i filozofem. Theodor uczęszczał do szkoły w rodzinnym Sigmaringen; od wczesnych lat interesował się przyrodą, zajmował się amatorsko entomologią i kolekcjonował motyle. Przez dwa lata studiował filozofię na Uniwersytecie Alberta i Ludwika we Fryburgu Bryzgowijskim. Spośród jego nauczycieli największy wpływ wywarł nań anatom Friedrich Arnold, który zainteresował go anatomią porównawczą. Bilharz kontynuował studia medyczne na Uniwersytecie w Tybindze, gdzie uczęszczał na wykłady Arnolda (który w tym samym roku przeniósł się na katedrę w Tybindze) i Siebolda. W 1849 zdał egzaminy państwowe i pracował jako prosektor w Instytucie Anatomicznym w Tybindze. W 1850 roku otrzymał tytuł doktora. W tym samym roku wziął udział w wyprawie Wilhelma Griesingera do Egiptu, zaaranżowanej przez księcia Sachsen-Coburg-Gotha, Ernesta II. Bilharz pracował w Kairze jako asystent Griesingera, potem jako ordynator w różnych szpitalach i wykładowca medycyny klinicznej (od 1855) i anatomii opisowej (od 1856) w Szkole Medycznej Kasr el Aini. W 1855 roku otrzymał stopień oficerski (Kajmakam).
Podczas swojego pobytu w Egipcie zajmował się różnorodnymi zagadnieniami, w tym etnografią, geografią, botaniką i zoologią.
W 1862 towarzyszył księciu Ernestowi II w jego podróży do Massawy jako osobisty lekarz księżnej Aleksandryny. Wyleczył ją z duru brzusznego, ale sam zapadł na tę chorobę i zmarł niedługo później w wieku 36 lat. Jego grób w Kairze zachował się do dziś. W 1967 obok niego pochowano zbrodniarza nazistowskiego Hansa Eisele.
Na jego cześć nazwano Theodor Bilharz Research Institute w Gizie i krater księżycowy Bilharz.

## Dorobek naukowy
Jego pierwszą pracą była konkursowa rozprawa poświęcona krwi bezkręgowców, nagrodzona przez wydział medyczny Uniwersytetu w Tybindze. Heinrich Meckel von Hemsbach na jego cześć nazwał pasożyta Bilharzia, a chorobę bilharcjozą. W 1851 roku, przebywając w Egipcie, opisał chorobę pasożytniczą, schistosomatozę. W 1853 opisał objawy ankylostomatozy u Egipcjan („egipska blednica”).

## Prace
- Darstellung des gegenwärtigen Zustandes unserer Kenntnisse von dem Blut wirbelloser Thiere mit eigene mikroskopischen Untersuchungen. Tübingen, 1847
- Fernere Beobachtungen über das die Pfortader des Menschen bewohnende Distomum haematobium und sein Verhältnis zu gewissen pathologischen Bildungen. Zeitschrift für Wissenschaftliche Zoologie 4, s. 72 (1852)
- Ein Beitrag zur Helminthographia humana, aus brieflichen Mittheilungen des Dr. Bilharz in Kairo, nebst Bemerkungen von C. Th. v. Siebold. Zeitschrift für wissenschaftliche Zoologie 4, ss. 53-76 (1853)
- Distomum haematobium und sein Verhältnis zu gewissen pathologischen Veränderungen der menschlichen Harnorgane. Wiener medizinische Wochenschrift 6, ss. 49-52, 65-68 (1856)
- Über Pentastomum constrictum. Zeitschrift für wissenschaftliche Zoologie 7: 329-330 (1856)
- Das electrische Organ des Zitterwelses. Anatomische Beschreibung. Leipzig, 1857.
- Über die Eingeweidewürmer Ägyptens. Zeitschrift der kaiserlich-königlichen Gesellschaft der Ärzte zu Wien 14, ss. 447-448 (1858)